# Supercopa do Brasil de Futsal de 2018
A Supercopa do Brasil de Futsal de 2018 foi a terceira edição da Supercopa do Brasil de Futsal, reunindo o campeão da Liga Nacional de Futsal Joinville, o vice-campeão da Taça Brasil de Futsal Atlântico e o campeão da Copa do Brasil de Futsal Horizonte, bem como o sediante Magnus.
O Magnus sagrou-se campeão ao derrotar na final o Atlântico por 3-0 na prorrogação, após empate em 0-0 no tempo normal.

## Equipes classificadas
| Estado            | Equipe    | Classificação                                 |
| ----------------- | --------- | --------------------------------------------- |
| Rio Grande do Sul | Atlântico | Vice-campeão da Taça Brasil de Futsal de 2017 |
| Ceará             | Horizonte | Campeão da Copa do Brasil de Futsal de 2017   |
| Santa Catarina    | Joinville | Campeão da Liga Nacional de Futsal de 2017    |
| São Paulo         | Magnus    | Representante-sede                            |

## Resultados
|  | Semifinal  | Semifinal  |       |            | Final               | Final |  |
|  |            |            |       |            |                     |       |  |
|  | 3 de março |            |       |            |                     |       |  |
|  | Atlântico  | 1 (2)      |       |            |                     |       |  |
|  | Joinville  | 1 (0)      |       |            |                     |       |  |
|  |            |            |       |            |                     |       |  |
|  |            |            |       |            | 4 de março          |       |  |
|  |            |            |       |            | Atlântico           | 0 (0) |  |
|  |            | Magnus     | 0 (3) |            |                     |       |  |
|  |            |            |       |            |                     |       |  |
|  |            |            |       |            |                     |       |  |
|  |            |            |       |            | Disputa do 3° lugar |       |  |
|  | 2 de março | 2 de março |       | 4 de março | 4 de março          |       |  |
|  | Magnus     | 1          |       | Joinville  | 3                   |       |  |
|  | Horizonte  | 0          |       |            | Horizonte           | 1     |  |

## Campeão
| Supercopa do Brasil de Futsal 2018 |
| São Paulo                          |
| ---------------------------------- |
| Magnus Campeão (1º título)         |